# Perifosina
Perifosina (DCI; ou KRX-0401) é um fármaco antineoplásico desenvolvido pela Keryx Biopharmaceuticals e Aeterna Zentaris. Recebeu estatuto de medicamento órfão pelo FDA em julho de 2010, para tratamento de neuroblastoma. É um fármaco oncológico, utilizado no tratamento de mieloma múltiplo, câncer colorretal metatástico, câncer de rim e outros tipos de câncer. Aeterna Zentaris possui direitos de comercialização do fármaco em todos países exceto EUA (área da Keryx) e Coreia do Sul.